# Блажо Шћепановић
Блажо Шћепановић (Бијело Поље, 7. април 1934 — Струга, 26. август 1966) био је југословенски песник.
Иако је умро на самом почетку песничке каријере, успео је да остави за собом неколико збирки поезије. Најпознатији је по збирци песама „Смрћу против смрти” коју је написао заједно са српским песником Бранком Миљковићем.

## Биографија
Дипломирао је на Филозофском факултету у Београду. Радио је у Културно-просветном већу СФРЈ.

## Смрт
Заједно са песником Лазаром Вучковићем, утопио се у Охридском језеру 26. августа 1966. године, током боравка на Струшким вечерима поезије, једној од најзначајнијих културних манифестација у тадашњој Југославији.
Сахрањен је 28. августа на Новом гробљу у Београду. Иза себе је оставио супругу Бранку и ћерке Јасну и Мају.

## Признања
- Огранак Библиотеке града Београда у Учитељском насељу носи име Блажа Шћепановића.
- О животу Блажа Шћепановића 2017. године снимљен је документарни филм Смрћу против смрти Блажа Шћепановића.[3] Филм је премијерно приказан у Мојковцу, у оквиру пратећег програма 42. по реду филмског фестивала Мојковачка филмска јесен 25. септембра 2017.[4]
- Скупштина општине Бијело Поље донела је октобра 2013. године одлуку да се једна улица у овом граду назове именом Блажа Шћепановића.[5]

## Књижевни рад
Књижевно стваралаштво Блажа Шћепановића сакупљено је у седам збирки песама:
- Лобања у трави (1957)[6]
- Ивицом земље змија (1958)[7]
- Смрћу против смрти (1959) – заједно са Бранком Миљковићем
- Смрт пјесникова (1961)[8]
- Златна шума (1966)[9]
- Љубављу измјерено вријеме (1973)[10] – објављена постхумно
- Пјесников двојник (1976)[11] – објављена постхумно